# Mamaia Challenger 2006
Il Mamaia Challenger 2006 è stato un torneo di tennis facente parte della categoria ATP Challenger Series nell'ambito dell'ATP Challenger Series 2006. Il torneo si è giocato a Costanza in Romania dal 26 giugno al 2 luglio 2006 su campi in terra rossa.

## Vincitori

### Singolare
Konstantinos Economidis ha battuto in finale  Adrian Ungur con il punteggio di 6–4, 6–4

### Doppio
Konstantinos Economidis /  Jean-Julien Rojer hanno battuto in finale  Florin Mergea /  Horia Tecău con il punteggio di 7–6(1), 6–1